# Homalomena wallichii
Homalomena wallichii är en kallaväxtart som beskrevs av Heinrich Wilhelm Schott. Homalomena wallichii ingår i släktet Homalomena och familjen kallaväxter. Inga underarter finns listade.